# اقتباس‌های سرود کریسمس

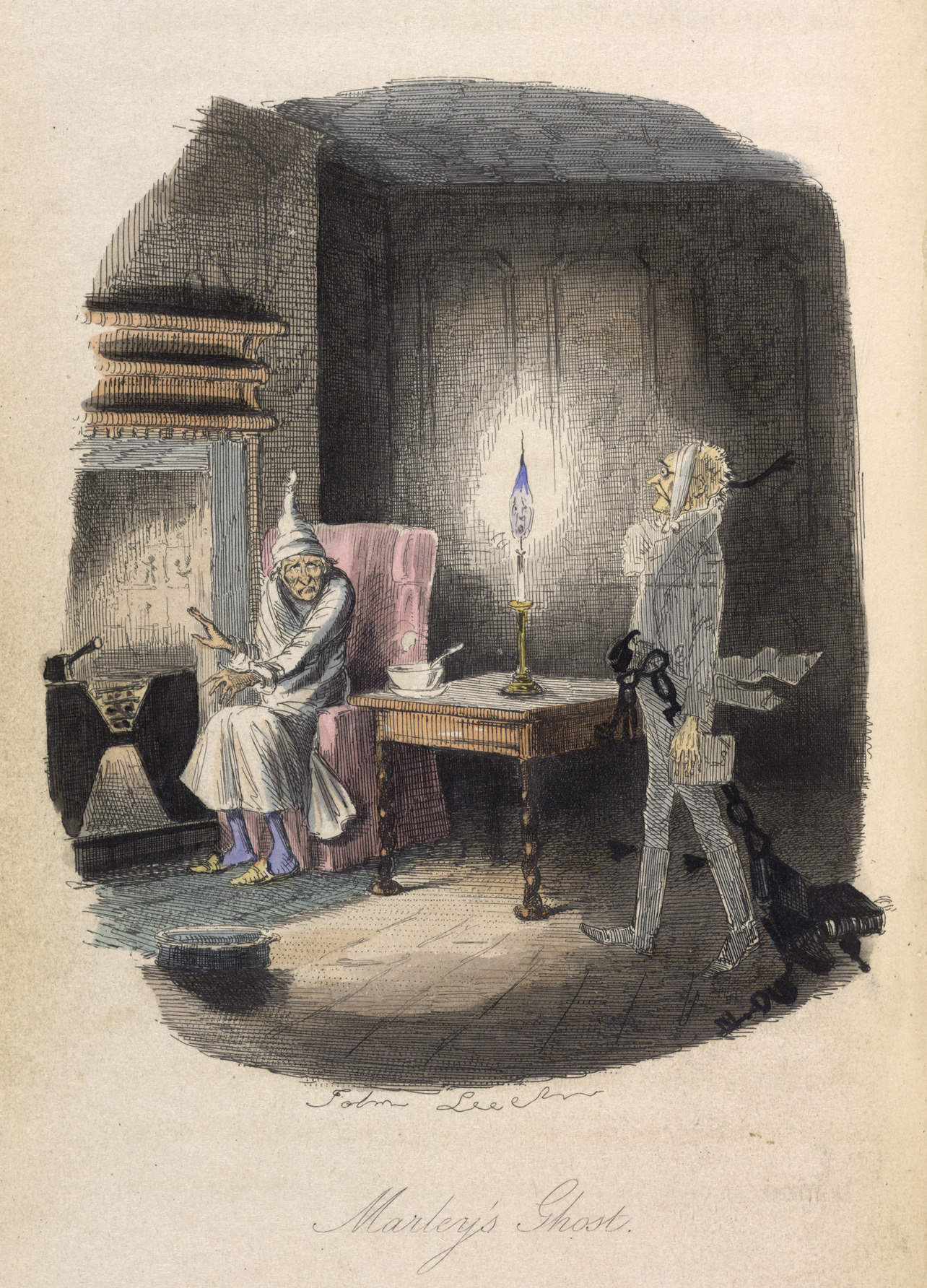
بکی از رمان‌های چارلز دیکنز سرود کریسمس

سرود کریسمس یکی از شناخته‌شده‌ترین رمان‌های چارلز دیکنز (۱۸۱۲–۱۸۷۰) نویسنده انگلیسی است. این رمان داستان مرد آزمندی به نام ابنزر اسکروگ است که از کریسمس متنفر است؛ که از طریق ملاقات با چهار روح تبدیل به فردی مهربان و غمخوار می‌شود. این رمان کلاسیک تقریباً بارها و بارها مورد اقتباس رسانه‌ها و ژانرهای اجرایی شده و به‌طور منظم نسخه‌های جدیدی از آن ظاهر می‌شود.

## خوانش‌های عمومی
این رمان موضوع اولین خوانش عمومی دیکنز بود که در تالار شهر بیرمنگهام برای یک مؤسسه ادبی و صنعتی در ۲۷ دسامبر ۱۸۵۲ داده شد. سه روز بعد نیز این خوانش برای مخاطبان «افراد کارگر» تکرار شد و به عنوان یک موفقیت بزرگ توسط شخص دیکنز و روزنامه‌های روز آن زمان محسوب می‌شود دیکنز در طول سال‌ها این رمان را برای قطعه‌ای از گوش دادن و نه خوانش، ویرایش و انطباق داد؛ و تا زمان مرگ وی، سرود کریسمس جزئی از خوانش‌های عمومی وی بود.
تورهای نمایشی متعددی این رمان را در خوانش‌های عمومی به جای شخصیت دیکنز اجرا کرده‌اند.

## فیلم

### سینما
- سرود کریسمس (۱۹۰۸)
- سرود کریسمس (۱۹۱۰)
- سرود کریسمس (۱۹۳۸)
- اسکروج (۱۹۷۰)
- سرود کریسمس ماپت (۱۹۹۲)
- آواز در خواب (۲۰۱۸)

### پویانمایی
- سرود کریسمس میکی (۱۹۸۳)
- سرود کریسمس (۱۹۹۷)
- سرود کریسمس: فیلم (۲۰۰۱)
- سرود کریسمس (۲۰۰۶)
- سرود کریسمس سگ‌ها (۱۹۹۸)
- سرود کریسمس (۲۰۰۹)
- اسکروج: سرود کریسمس (۲۰۲۲)

## تلویزیون
- سرود کریسمس (۱۹۷۱)
- سرود کریسمس (۲۰۰۰)
- سرود کریسمس (۲۰۰۴)
- سرود کریسمس (۲۰۱۹)

## ارجاع بیشتر
- Fred Guida, A Christmas Carol and Its Adaptations: Dickens's Story on Screen and Television, McFarland & Company, 2000.